# Kuala Belait
Kuala Belait (malaysiska:Kuala Belait) (arabiska: کوالا بلايت) är en stad i södra sydväst om Brunei. Det är den näst största  staden i landet, efter Bandar Seri Begawan, huvudstaden i Brunei, och fungerar som den administrativa staden för distriktet Belait. 
"Kuala Belait" betyder ordagrant "mynningen av Belait River". Dess namn kommer från "Kuala" som betyder antingen sammanflödet av två floder eller mynningen av en flod, och Belait, namnet på floden och stadsdelen. Lokalt kallas den för bara "Belait". Vid behov för att skilja den från distriktet med samma namn, är det känt som "Belait city" i engelska eller "Pekan Belait" på malajiska. 

## Läge

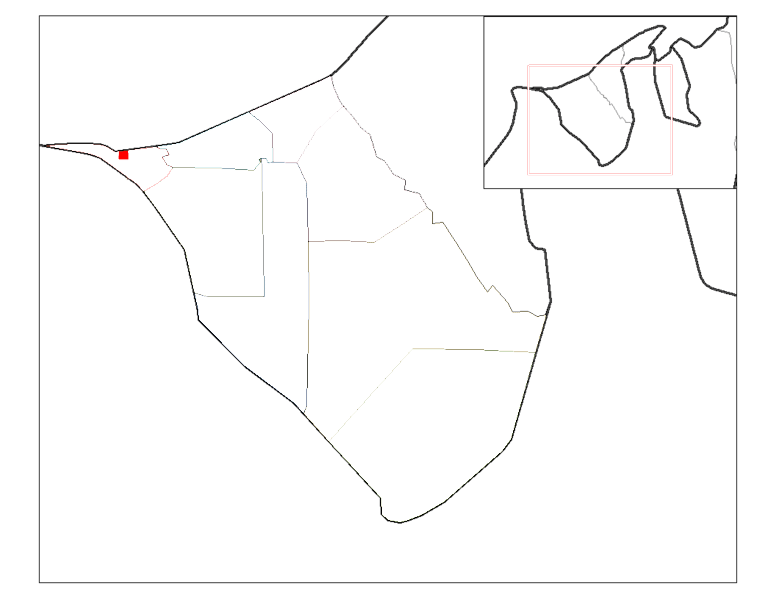
Kuala Belaits läge i Brunei.

Kuala Belait ligger nära den västra gränsen av Brunei mot Malaysia på 114,18 º E longtitud och 4,59 ° N latitud. Stadens centrum är avgränsas av Sydkinesiska havet i norr, Belait-floden i väster och söder och förorter Kampong Sungai Pandan och Kampong Mumong i öster och sydost. 
Den historiska administrativa huvudstaden i Belait-distriktet, Kuala Balai är belägen söderut och är kopplat till Kuala Belait av både väg- och flod, och oljestaden Seria ligger ca 16km österut. Bandar Seri Begawan är ungefär 120 km till nordost. Den malaysiska staden Miri ligger på ungefär samma avstånd till sydväst. 

## Historia
Kuala Belait var bara en liten fiskeby vid sekelskiftet 1800-1900.  De infödda var Belai malajer som var huvudsakligen fiskare. Den gamla historiska administrativa huvudstaden i Belait-distriktet brukade vara Kuala Balai, som ligger längre upp i Belaitfloden. Men när olja upptäcktes i Padang Berawa (dagens moderna Seria), bildades ett nytt administrativt centrum för distriktet vid mynningen av Belaitfloden så att den skulle bli mer tillgänglig. Kuala Balai, var alltför oåtkomlig eftersom det inte fanns några vägar som förbinder den med resten av landet. 
Kuala Belait sanitära styrelse grundades nära decennieskiftet 1930, och detta markerar övergången att Kuala Belait gick från att vara en by till att vara en stad. Kuala Belait sanitära styrelsen var föregångare till Kuala Belait / Seria kommunstyrelsen, eller Lembaga Bandaran Kuala Belait dan Seria på malajiska. Bruneis städer styrs av en kommunstyrelse medan varje by styrs av ett byråd. 
Staden invaderades av japaner under andra världskriget men återställdes till Brunei efter kriget. 
När Hans Majestät Sultan Omar Ali Saifuddin styrde staden blomstrade den och kommersiella byggnader såsom den nuvarande butikshus längs Jalan Pretty och den lokala grenen av HSBC byggdes. 
Efter självständigheten från Storbritannien 1984, har ett antal nya regeringsbyggnader byggts för lokala tjänster för Bruneiregeringen. 
Vid millennieskiftet hade ett antal hotell byggts i centrum av staden som drastiskt hade förändrat stadsbilden. 

## Kamponger
Staden Kuala Belait är vidare indelade i byar eller kamponger (ofta förkortat kg.). Dessa är listade nedan. 

### Kampongs inom kommunen Kuala Belait
Kommunen Kuala Belait utgör centrum och avgränsas av Sydkinesiska havet i norr, Belait River i väst och sydväst, Jalan Setia DiRaja i söder och Jalan Setia Pahlawan i öster. 
Detta "centrum" i Kuala Belait är ytterligare indelad i följandekamponger. 
- Kampong Pekan Belait
- Kampong Melayu Asli - Kuala Belait moskén ligger i detta Kampong.
- Kampong Melayu Baru
- Kampong Cina - den kinesiska skolan Chung Hua Middle School, Kuala Belait ligger här
- Kampong Temenggong
- Kampong Lubok Palam
- Kampong Sungai Teraban

Den här listan är ofullständig.

### Förorterna i Kuala Belait
Det finns andra kamponger utanför kommunen Kuala Belait. Dessa kamponger fungerar som förorter till staden. Några av de viktigare kampongerna är: 
- Kampong Sungai Teraban - ligger på andra sidan floden Belait.
- Kampong Pandan - detta är den största kampongen och den ligger omedelbart öster om kommunen Kuala Belait.
- Mumong-Sports Complex en stad som ligger österut.
- Kampong Sungai Duhon - den kommersiella hamnen i Kuala Belait ligger här.
- Rasau - en liten by på den västra baksidan av Belaitfloden söder om Kampong Sungai Teraban

Ibland förekommer Sungai, eller flod, förkortat "SG" i namnen på dessa byar. 

## Olja och gas
Kuala Belait ligger i närheten av onshore Rasaus gasfält. Det finns dock inga brunnar i kommunen. Men Shell har olika faciliteter i staden för att stödja olja- och gas- produktion i närheten. 
Kuala Belait Bunkring Station (KBBS) ligger nära mynningen av floden Belait. Den levererar inhemsk gas till staden och andra kemikalier till stöd för de olika verksamheterna. Kuala Belait Wharf är den viktigaste punkten från vilken personal till och från oljeriggar stiger ombord och stiger av. Kuala Belaits försörjningsbas är belägen söder om kajen, och är den viktigaste punkten för logistik för Shell. The Marine Construction Yard, allmänt känd som SCO, är platsen för byggandet av marina konstruktioner som utförs före installationen till havs. 
Rasau-fältet är beläget sydväst om Kuala Belait. Huvudområdet för området ligger söder om Kampong Sungai Teraban och de flesta av brunnarna finns där. Men det finns också några olje- och gas- brunnar i söder och öster om Kuala Belait stad.

## Turistattraktioner
Kuala Belait har ett antal turistattraktioner. Några av dessa är: 
- Silver Jubilee Park och stranden längs Sydkinesiska havet. Parken ligger bredvid Jalan Maulana, som vetter mot Sydkinesiska sjön. Det byggdes till minne av Silver Jubilee i Sultan Hassanal Bolkiahs trontillträde, som en gåva från folket i Kuala Belait. Bortsett från minnesbågen (eller pintu gerbang i Malay) och monumentet finns utställning kojor, vindskydd, toaletter och en lekplats.
- Monumentet, byggd till minne av Sultan Hassanal Bolkiahs 50-årsdag, längs floden Belait mellan SKBB byggnaden och KBBC.
- Kuala Belait Båtklubb (KBBC), som ligger vid Belaitfloden.
- Passagerarfärjan som går över Belaitfloden till Kampong Sungai Teraban.

Andra turistattraktioner i närheten inkluderar: 
- Den tekanna (lokalt känd som "Kiri") i en rondell, dess konstruktion sponsras av Brunei Shell Petroleum.
- Istana Mangelella - residens för sultanen av Brunei i Belait-distriktet.
- Excapade Sushi - En mycket känd sushirestaurang, det är en av de mest kända japanska restaurangerna i landet, för närvarande med 8 filialer över hela Brunei. Förutom att vara populär bland bruneier är det också ett välkänt matställe för turister, särskilt de från Miri, en stad i Sarawak, Malaysia.

Längre bort är attraktionerna i den historiska byn Kuala Balai och oljestaden Seria. 

## Klimat
Klimatet i Kuala Belait är tropiskt. Vädret är varmt, fuktigt och regnigt året runt. Hagel är obefintlig. Torrperioden är mycket varmt och fuktigt, med temperaturer på mellan 20 och 33°C. Regnperioden är varm, regnig och solig. Vädret är mycket likt det i Bandar Seri Begawan, som har ett subtropiskt klimat och varierar i temperatur på 18 till 33°C. 
| Månad                        | Jan | Feb | Mar | Apr | Maj | Jun | Jul | Aug | Sep | Okt | Nov | Dec | År   |
| ---------------------------- | --- | --- | --- | --- | --- | --- | --- | --- | --- | --- | --- | --- | ---- |
| Högre medeltemperatur (°C)   | 25  | 27  | 29  | 30  | 31  | 33  | 33  | 33  | 31  | 22  | 20  | 20  | -    |
| Lägre medeltemperatur (°C)   | 18  | 18  | 18  | 19  | 21  | 23  | 26  | 24  | 23  | 19  | 19  | 18  | -    |
| Genomsnittlig Nederbörd (mm) | 86  | 135 | 178 | 170 | 231 | 290 | 248 | 305 | 244 | 122 | 66  | 71  | 2129 |

## Kommunikation

### Vägar
De flesta av vägarna inom kommunen ligger nära marken. Men inte alla vägar är i nivå med marken för att främja effektiv dränering under ett skyfall. Den viktigaste shoppinggatan i staden är Jalan Pretty och butiker och andra kommersiella byggnader också kan hittas i närheten. 
På grund av geografin i staden, är Kuala Belait förbindet med vägarna österut mot Seria. Landsvägen från den malaysiska gränsen väster om Kuala Belait till Muara passerar söder om kommunen, och det finns en länk till vägen mot Kuala Belait Highway från Kampong Mumong på Jalan Pandan Lima. Motorvägen går över Belaitfloden strax söder om staden via en bro med vägtull. Det kostar 3 dollar för en vanlig personbil att passera bron. En glimt av staden, inklusive vattnet kan ses från bryggan. Det är också möjligt att resa västerut mot Teraban (och därifrån till Miri) genom att ta en färja över Belait-floden i Kuala Belait Wharf.
Taxiskylten är vid norra änden av Jalan Pretty i väster och möter den lokala HSBC byggnaden. Busstationen ligger tvärs över gatan från taxistation. Taxibiljettspriserna börjar på 3 dollar. Turister uppmanas att förhandla om priset för resan innan du anlitar taxibilar. Det finns tre reguljära busslinjerna från busstationen, dessa är: 
- Två gånger dagligen till invandringsposten på Sungai Tujoh (mot Miri)
- Dagligen till invandringposten på Kuala Lurah i Brunei och Muara-distriktet (mot Limbang) i Sarawak, Malaysia
- Tre gånger varje timme till Seria från ca 07:00 till 18:00, med en timmes rast under lunchtid från 12:00 till 01:00.

För att ta kollektivtrafiken till Bandar Seri Begawan, måste man antingen måste hyra en taxi eller ta bussen till Seria stan och därifrån, den anslutande bussen till huvudstaden. 

### Järnvägar
Det finns inga järnvägar eller spårvägar i Kuala Belait. 

### Färjor, floder och hamnar
En färja förbinder Kuala Belait med Kampong Sungai Teraban i väster. Färjan går från 06:00 till 18:00 och det finns en avgift på 3 dollar för att ta färjan över floden. 
Det är möjligt att hyra en "båttaxi" vid den offentliga kajen nära Kuala Belaits marknad för att åka uppför floden mot Kuala Balai. Det finns också turer anordnas av Kuala Belait Båtklubb att segla ut på öppet hav till olika närliggande destinationer. 
Hamnen i Kuala Belait är en av de tre hamnarna i Brunei. Den andra hamnen i Brunei är i andra änden av landet i Muara. Den del av hamnen nära mynningen av floden drivs av Brunei Shell och offentliga tillgången är begränsad. Den kommersiella hamnen i Kuala Belait ligger söder om kommunen. På grund av uppslamning av flodens mynning, kan hamnen ta endast grundgående fartyg. Två vågbrytare har byggts vid mynningen av floden Belait att minska uppslamning av åmynningen. Det är dock regelbunden muddring krävs för att hålla hamnen i drift. 

### Flygplats
Det finns inga flygplatser i Kuala Belait. Affärsmän skulle behöva resa till antingen Bandar Seri Begawan eller Miri för att kunna flyga någonstans. Däremot finns det en helikopterplatta på Suri Seri Begawan Hospital. 

## Skolor
Skolor i kommunen Kuala Belait inkluderar: 
- Sekolah Rendah Kuala Belait - Kuala Belait Primary School (offentlig)
- Sekolah Rendah Ahmad Tajuddin - mycket nära Sekolah Rendah Kuala Belait (offentlig).
- Sekolah Rendah Pengiran Setia Jaya Pengiran Abdul Momin - Den kampongen Pandans grundskolan (offentlig).
- St James 'Mission School (Privat - anglikanska)
- St John's Mission School (Privat - katolska)
- Chung Hua Middle School, Kuala Belait (Privat - kinesiska)
- Sekolah Menengah Perdana Wazir - Perdana Wazir Secondary School (offentlig)
- Jefri Bolkiah Technical College - Kuala Belait college (offentlig)
- Sekolah Agama Sultan Omar Ali Saifuddin - Sultan Omar Ali Saifuddin religiösa skola.
- International School Brunei, Kuala Belait (ISB) - detta är en gren av ISB i Berakas.

Skolor utanför kommunen Kuala Belait: 
- Sekolah Menengah PJN Pg. Hj. Abu Bakar tidigare Sekolah Menengah Mumong - erkänd som den bästa offentliga skolan i Kuala Belait.
- Sekolah Menengah Sayyidina Ali - den första skolan utanför huvudstaden att erbjuda gymnasieutbildning. Den ligger i Kampung Sungai Pandan.